# Palača Mohatta
Palača Mohatta (urdujsko مہتا پیلس‎) je muzej v Karačiju, Sind, Pakistan. Palača, ki jo je zasnoval Ahmed Hussain Aga, je bila zgrajena leta 1927 v prestižnem obmorskem kraju Clifton kot poletni dom Šivratana Mohatte, hindujskega poslovneža Marvari iz današnje indijske države Radžastan. Palača je bila zgrajena v tradiciji kamnitih palač Radžastana z uporabo roza kamna Džodhpur v kombinaciji z lokalnim rumenim kamnom iz bližnjega Gizrija. Mohatta je lahko užival v tej stavbi le približno dve desetletji pred razdelitvijo Indije, po kateri je zapustil Karači in se odpravil v novo državo Indijo.

## Ozadje
Šivratan Čandraratan Mohatta je bil hindujski poslovnež Marvari, ki je izsledil svoje korenine v Bikanerju v Radžastanu, njegovo zabeleženo poreklo se je začelo z Motilalom Mohato (v angleščini napisano Mohatta), ki se je leta 1842 preselil iz Bikanerja v Hiderabad (v Telangani, Indija), da bi postal uradnik v trgovini. Njegovi štirje otroci so se preselili v Kalkuto in postali vodilni trgovci z uvoženimi tkaninami. Eden od njih, Govardhan Mohata, se je leta 1883 preselil v Karači. Njegov starejši sin Ramgopal je postal učenjak in pisec. Stavba Hindu Gymkhana v Karačiju, uradno znana kot Seth Ramgopal Goverdhandas Mohatta Hindu Gymkhana, je dobila ime po tem sinu. Mlajši sin Govardhana Mohate Šivrattan je postal industrialec v Karačiju in obogatel s proizvodnjo mila iz palmove oljke.

## Lastnosti
Palača ima površino 1720 m² in njeno pročelje je okrašeno z okni, kamnitimi konzolami, spandreli, kupolami, balustradami s cvetličnimi motivi in izvrstnimi ograjami. Obstaja devet kupol, s sredinsko kupolo na sredini; okna v sprednjem delu, ki se odpirajo na vrt, so modre barve, v zadnjem delu pa obokana okna z vitraji. Palača ima velike veličastne prostore, namenjene zabavi v pritličju in več zasebnih prostorov v prvem nadstropju, kjer je terasa, ki je zaščitena pred močno sončno svetlobo. Palača je sestavljena izključno iz tikovega lesa s poliranim stopniščem, dolgimi hodniki in vrati, ki se odpirajo znotraj vrat. Na terasi palače Mohatta je bil čudovit družinski tempelj, posvečen hindujskemu bogu, gospodu Šivi. Amalgam je dal palači značilno prisotnost v elegantni soseski, za katero je značilna indo-saracenska arhitektura, ki je nedaleč od morje.
Palača Mohatta je bila razkošna hiša, zgrajena v poznih 1920-ih. Elegantna palača je zgrajena na različnih ravneh in je bila dve desetletji poletna hiša družine Mohatta, preden so leta 1947 odšli v Indijo. Obstajajo tri nadstropja: klet, pritličje, prvo nadstropje, dokler ne dosežete strehe. Klet, ki leži na severni strani objekta, je precej majhna in obsega stopnišče, ki se spušča proti toplovodni bazenski komori, ki ima povezano garderobo. Pravijo, da je imel priključen sistem tople in hladne vode, ki naj bi dovajal vodo v bazen. V bližini bazenske komore sta majhna ventilatorja, dva na vsaki strani, ki sta se morda uporabljala kot vir sončne svetlobe in izpuščanje pare.
Ob vstopu v stavbo je hodnik, ki se povezuje z vsako sobo v pritličju. V pritličju so velike veličastne sobe, namenjene zabavi, dve na desni strani vhoda (sever), dve na levi (jug) in ena zadaj. Gibanje znotraj stavbe poteka skozi velik vhod v prostoren hodnik, ki teče okoli ogromne dvorane z okrašenimi stropi in stopniščem na južni strani.
Tam je velika kvadratna dvorana s sedmimi odprtinami, ki vodijo v hodnik. Dvorana deluje kot referenčna točka, okoli nje pa so hodniki povezani s prostori, kjer se odvijajo različne dejavnosti. Na južni strani med sobama je masivno tikovo leseno, polirano stopnišče, ki povezuje pritličje in nadstropje.
Na vsakem vogalu palače je osmerokotni stolp, od katerih imata samo dva blizu sprednjega vhoda spiralno stopnišče, ki se povzpnejo do strehe. Na skrajnem koncu, nasproti vhoda, je soba za zabavo, ki ima na vsaki strani nekaj stopnic, ki vodijo neposredno na dvorišče na zadnji strani palače.
Gledano od zunaj ima pritličje dve zelo okrašeni okni na obeh straneh vhoda, sestavljeni iz treh polknic v vsakem. Enaka okna so tudi na severni in južni strani, na obeh straneh stopnic, ki vodijo iz sob na dvorišče. Osmerokotni stolpi imajo po pet oken. Na enak način je štrleča chhajja, ki poteka po vsem pritličju in zagotavlja senco.
Prvo nadstropje ima zasebne prostore za razliko od pritličja. Čeprav ima to nadstropje tudi veliko dvorano v središču z desetimi vrati, ki se odpirajo v hodnik, ki ga obdaja na dveh straneh (sever in jug) in zasebne sobe na drugih straneh (vzhod in zahod). Obstajajo štiri velike spalnice s pripadajočimi sanitarijami in garderobami. Vsaka spalnica ima dve odprtini, bolj kot 'vrata, ki se odpirajo v vrata'. Stopnišče na jugu se konča v tem nadstropju in zapusti prehod na levi, ki se poveže z osmerokotnim stolpnim stopniščem, ki vodi na streho. Na nasprotnem koncu je podobno stopnišče, ki vodi na streho. Medtem ko preostala dva stolpa ostajata nepovezana in omogočata zunanji pogled skozi okna v vsako nadstropje.
Podobno so okna, ki so tik nad tistimi v pritličju, in dajejo pogled na prostrano zemljišče spodaj. Prav tako obstajajo tri odprtine na veliko teraso v prvem nadstropju, ki gleda na Arabsko morje. Poleg tega je streha morda najzanimivejši del stavbe, ki daje pogled iz zraka na okoliško sosesko in čudovito krajino, ki je narejena spodaj.
Streho povezujejo stopnišča, ki se vzpenjajo vse od pritličja skozi čelni severni in južni osmerokotni stolp. Na vrhu štirih osmerokotnih stolpov je čhatri. Sredi stolpov, tako na severni kot na južni strani, so razkošni trije razdeljeni, pravokotni čhatri. Skupaj je devet kupol, s sredinsko kupolo in štirimi manjšimi kupolami okoli nje. To je nekoliko dvignjeno in je kot soba s pogledom na streho. Na severni in južni strani ima stopnice, pet kupol pa je med seboj povezanih.

## Zunanji detajli
Palača Mohatta je dovršena stavba z zapletenimi detajli, ki so prisotni v skoraj vseh delih te veličastne stavbe. Ti so v obliki rezbarij. Prefinjeni dizajni vključujejo krila v velikih oknih, ki so v zgornjem desnem in levem kotu lokov.
Motivi pavov so tudi v kamnoseštvu in jih najdemo okoli vsake od devetih kupol. Prav tako se je veliko uporabljala oblika pokrovače v položajih navzgor in navzdol okoli spodnjih območij, v obliki traku, ki poteka okoli stavbe in na vrhu oken v prvem in drugem nadstropju, ki štrlijo navzven. Veliko je tudi cvetličnih motivov okoli stene, med vsako pokrovačo, kot je ognjič. Cvetove hibiskusa najdemo rahlo izrezljane med pravokotnimi oblikami pod vsemi okni, ki so na straneh vrat.
Podobno vsako okno in vrata uokvirjata dva velika, zapleteno izrezljana ognjiča na zgornji desni in levi strani lokov.
Poleg tega imajo ograjna terasa, strešni in osmerokotni stolpi elegantne gumbe in pravokotno škatlasto obliko, vklesano v vsako ograjo.
Poleg tega so pod vsakim oknom okrasni nosilci, ki projicirajo čhatri, vhodne poti, kupole, povsod okoli stavbe, zaradi česar je videti bolj občutljiva na oko. Prav tako ima vsak od stebrov okoli stavbe motive in rože, vgravirane vodoravno med prostori. Te potekajo okrog stavbe v vodoravni liniji.
Podobno ima pet kupol vgravirane linije, ki jim dajejo več oblike in teksture, za razliko od osmerokotnih stolpov, ki so preprosti, razen vrezbarjenega pava, ki je prisoten v vseh kupolah.

## Po osamosvojitvi
Po Mohattovem odhodu v Indijo je pakistanska vlada leta 1947 kupila stavbo za Ministrstvo za zunanje zadeve. Fatima Džinah, sestra Quaid-e-Azam Muhammad Ali Džinaha, se je vanjo preselila leta 1964. V 1960-ih je bila palača Mohatta poimenovana Qasre-e-Fatima in je postala središče njene predsedniške kampanje proti predsedniku Ajubu Kanu. Po njeni prezgodnji smrti se je za več let v pritličje preselila njena sestra Šireen Džinah. Z njeno smrtjo leta 1980 je bila palača zapečatena.

## Muzej
Leta 1995 ga je kupila vlada Sinda, da bi ga preuredila v muzej, posvečen pakistanski umetnosti. Vlada Sinda je prevzela lastništvo nepremičnine in imenovala neodvisen odbor skrbnikov, ki ga je vodil guverner, da bi oblikoval priporočila o tem, kako najbolje prilagoditi in uporabiti palačo. Ustanovljen je bil skrbniški sklad za upravljanje premoženja in zagotavljanje, da ne bo prodano ali uporabljeno za komercialne ali kakršne koli druge namene, kot je določeno v listini o skrbništvu. Sredstva za pridobivanje zbirk za muzej in gradnjo prizidka skrbniki nenehno zbirajo z zasebnimi in javnimi donacijami in drugimi zbiralnimi dejavnostmi. Muzej palače Mohatta je bil uradno odprt leta 1999. Poleg glavne stavbe je mogoče najti majhno zbirko angleških kipov, ki so nekoč ponosno stali na ključnih javnih lokacijah v Karačiju, vendar so med političnimi pretresi v letih 1960–61 razplamteli javni bes. Nekateri kipi, zlasti kipi kraljice Viktorije in vojakov Raja, so bili med nemiri poškodovani.

## Razstave[7]
- September 1999: Zakladi Talpurja
- december 1999: Qalam – umetnost kaligrafije
- April 2000: Vizije božanskosti – umetnost Gandare
- September 2000: Niti v času – kostumi in tekstil Pakistana
- november 2000: Miniaturne slike – preporod
- Avgust 2002: Sadekuain, Sveti grešnik
- november 2003: Džamil Nakš: retrospektiva
- Avgust 2006: Zgodba o ploščici – pakistanska keramična tradicija
- 20. marec 2010 do 23. junij 2010: Rojstvo Pakistana, ki ga gosti Pakistanski državljanski arhiv
- 2010 – 2011: Naraščajoča plima – Nove smeri v umetnosti iz Pakistana 1990 – 2010.
- 18. maj 2011 do december 2011: Rebel Angel: Asim Butt 1978–2010[8]
- Februar 2013 do 16. februar 2014: Labirint odsevov: Umetnost Rašida Rane, 1992–2012
- 16. maj 2014 – Aktualno: Risanje črte: Redki zemljevidi in odtisi
- 10.7.2015 – Aktualno: Z vsakega travnika po en cvet
- 8. maj 2018: Makli – Simfonije v kamnu

Makli je eno od šestih območij svetovne dediščine v Pakistanu. Med njegovimi ostanki izstopa ogromno pokopališče, ki se razprostira na 10 km. Na pokopališču je blizu pol milijona grobov in grobov kraljev, kraljic, guvernerjev, svetnikov, učenjakov in filozofov, obdanih z izvrstnimi spomeniki iz opeke ali kamna, od katerih so nekateri okrašeni z glaziranimi ploščicami. Prvoten koncept kamnitega okrasja s hindujskimi, muslimanskimi in budističnimi vplivi je bil ustvarjen v Makliju in njegovi ostanki so preživeli do tega, da jih lahko občudujejo lokalni in mednarodni obiskovalci.
- 20. oktober 2017: Imran Mir – Alkimist črte

Imran Mir, rojen leta 1950 v Karačiju v Pakistanu, je bil umetnik, kipar, oblikovalec in oblikovalec oglaševalskih trendov. Študiral je na umetniških šolah v Karačiju in Torontu ter razvil nov drzen lasten slog, ki je sprva osupnil umetnostne kritike. Toda sčasoma si je Mir prislužil občudovanje in strahospoštovanje sveta umetnosti. Njegov prijatelj in kolega umetnik Ikbal Geoffrey je o njegovem delu dejal: »Piktografi, ki jih Imran vnaša ali razburja, so novi in razsvetljujoči – niso parohialni, parazitski ali nepozabljivi spominki slikovitega. Ljubezen, ne logika, je njegova močna točka, to je metafizični ménage-a-trios palete, plošče in platforme. Skrbi za mobilnost in njegov način je pretresljiv – bremen s pragmatizmom. Brez dobesednosti. Niti razmetavanja liberalizma.« Mir je umrl leta 2014, a njegovo življenjsko delo še naprej slavijo.
- 15. februar 2017– nadaljevanje: Raj na zemlji – rokopisi, miniature iz Kašmirja

Naslov te veličastne razstave je navdihnil znameniti citat mogulskega cesarja Džahangirja, ko je prvič obiskal dolino Kašmirja. Prevedeno iz originalne perzijščine pomeni: 'Če so nebesa na zemlji, so tukaj, tukaj so, tukaj so'. Prikazi na razstavi obsegajo 500 let, od datuma prvega natisnjenega zemljevida Indijske podceline v 1480-ih do geodetskih zemljevidov, ki so jih izdelali britanski kolonialni uradniki v 1940-ih.